# Melith György
Brebiri báró Melith György neve az 1500-as évek közepe táján tűnt fel először, amikor a Csaholyi család bárói ágának kihalta után megszerezte annak birtokait, neje Csaholyi Anna révén. 1543 körül Szalkát, 1547-ben Kocsordot szerzi meg, s övé lett Csenger is.
Szalkán telepedett le, és fellegvárrá fejlesztette az egykori Csaholyi kúriát.
1559 és 1561 között az északi várháborúk idején azonban az állandó csatározások és hadvonulások útjában lévő Szalkát elhagyta és a 30 km-rel távolabb eső biztonságosabb, Csengerben levő birtokára költözött. A kastélyerőddé alakított kúriát többször is feldúlták, de  a csatározások után a szalkai Fellegvárat még ezt követően is rendbehozatta.
Brebiri Melith György 1552-ben Ugocsa vármegyei Kispalád és Uszka helységekből leánynegyedet fizetett Szirmay Antalnak. 1564-ben Szatmár megyei Kis-Mada, Pókatelek, Kápolna helységekre több társával királyi adományt nyert. 1566-ban részt vett Gyulavára védelmében és az átadáskor a föladási pontok megalapításában. Élt még 1680-ban is, mikor Csékét és  Radot bírta, és ez utóbbiban a ferences barátoknak zárdát alapított.
Melith György neje Csaholyi Anna volt, kitől négy fia született: István (1568), Pál (1568. 1637.), Péter (1568. 1633.) szabolcsi főispán, György (1638).
Melith György fiait anyjuk, Csaholyi Anna után a csaholyi és csengeri birtokba iktatták be.